# Chamanthedon leucopleura
Chamanthedon leucopleura là một loài bướm đêm thuộc họ Sesiidae. Loài này có ở Nam Phi.